# Ethel Waters
Pour les articles homonymes, voir Waters.
Ethel Waters, née le 31 octobre 1896 à Chester (Pennsylvanie) et morte le 1er septembre 1977 à Chatsworth, Los Angeles (Californie), est une chanteuse de blues et actrice afro-américaine.

## Biographie

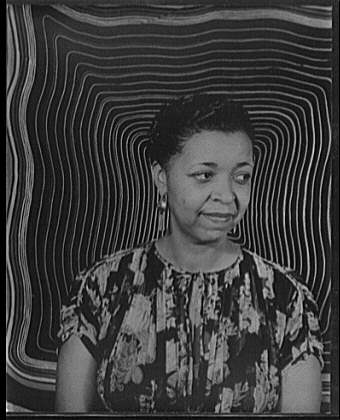
Ethel Waters.

Venue de la comédie musicale et familière du classic blues dès le début des années 1920, Ethel Waters triomphe en 1933 sur la scène du Cotton Club, dans la chanson Stormy weather. Elle domine la première génération des vraies chanteuses de jazz. Elle eut une influence décisive sur Billie Holiday et Ella Fitzgerald.
Chantant dans un style sentimental et pop, Ethel Waters a notamment enregistré pour le label Black Swan. C'est sur ce jeune label qu'elle fait ses premiers enregistrements, avec notamment Down Home Blues.
Elle est la seconde afro-américaine à être nommée aux Oscars du cinéma.

## Filmographie
- 1949 : L'Héritage de la chair (Pinky) d'Elia Kazan : Dicey Johnson, la grand mère de Pinky